# 古江站 (鹿兒島縣)
古江站（日语：／ Furue eki */?）是位於鹿兒島縣鹿屋市古江町，日本國有鐵道（國鐵）的大隅線車站（廢站）。

## 歷史

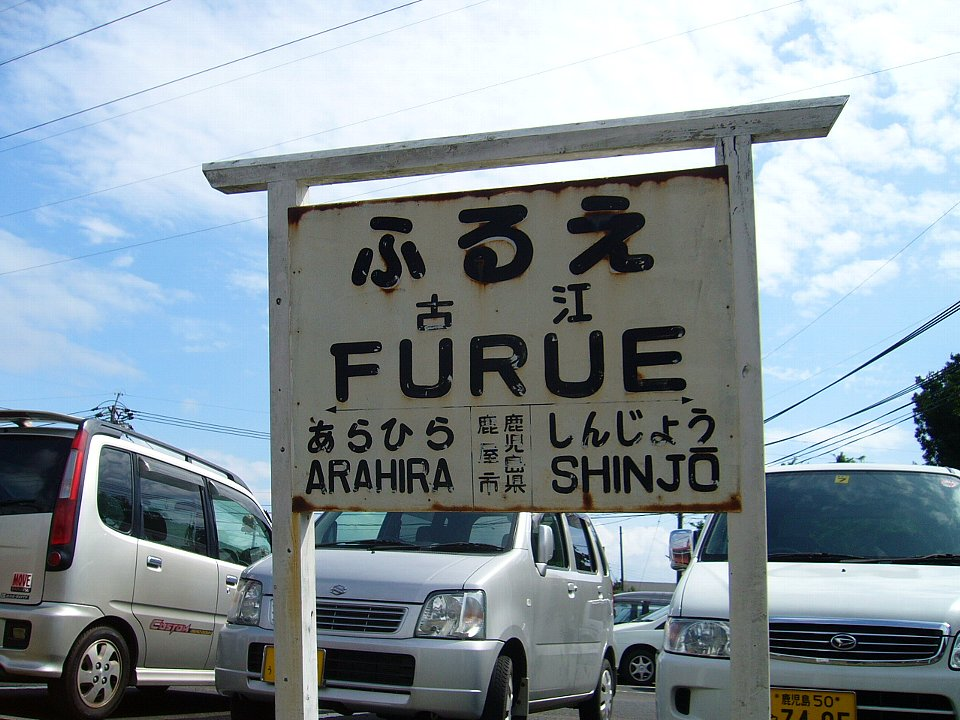
鹿屋市鐵道紀念館（鹿屋站蹟）中保存的站名牌

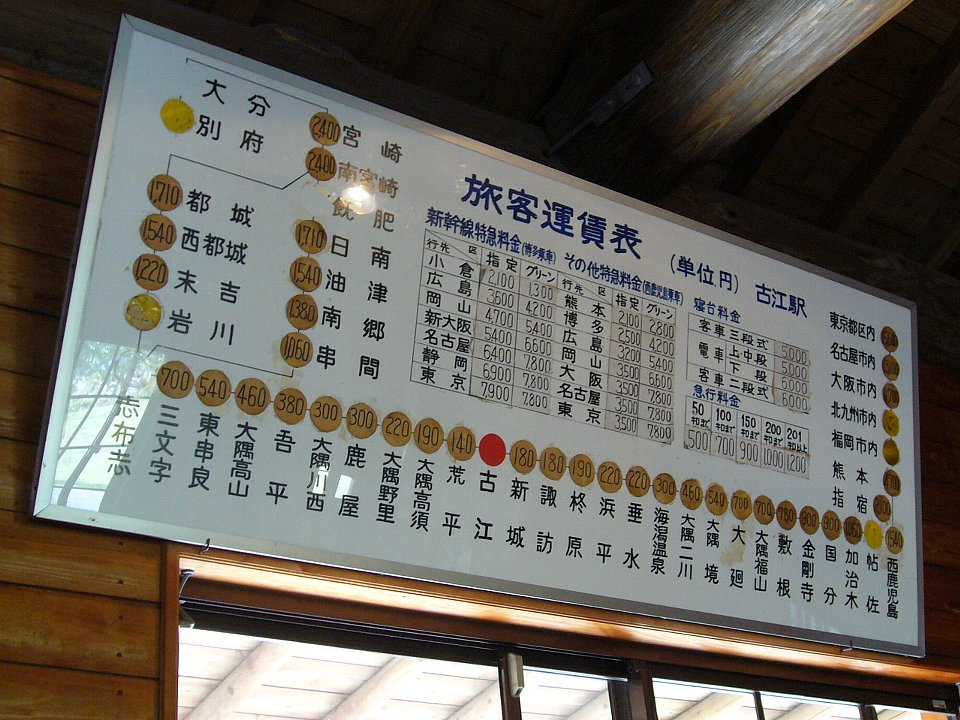
保留下來的車費表（鹿屋市鐵道紀念館保存）

- 1923年（大正12年）12月19日 - 大隅鐵道此站至高須之間開通，此站啟用。當時為軌距762毫米的輕便鐵道。
- 1935年（昭和10年）
  - 6月1日 - 鐵道省收購大隅鐵道，成為國鐵古江線車站。
  - 10月4日 - 省營自動車國分線（隼人至國分、古江之間）開始營業[2]
- 1936年（昭和11年）10月23日 - 國鐵古江東線東串良至串良之間開通，古江線改名，以西路段為古江西線。
- 1938年（昭和13年）10月10日 - 古江西線改軌距工程完畢，古江東線與古江西線合併為古江線。
- 1961年（昭和36年）4月13日 - 古江至海潟之間開通，成為中途站。
- 1972年（昭和47年）9月9日 - 路線名稱改為大隅線[3]。
- 1987年（昭和62年）3月14日 - 大隅線全線廢止，此站也廢止[3]。

## 廢止時的車站構造
此站是地面車站，設有2面2線的相對式月台（千鳥式月台）和1條側線。此站是委託車站。在戰時，此站成為了軍用物資的中繼站。

## 現狀
車站現時變成古江鐵道紀念公園，車站大樓仍然存在。並建設了古江站蹟之碑。站內現時變成空地。

## 相鄰車站
日本國有鐵道
大隅線
荒平－古江－新城
在1938年（昭和13年）10月10日進行改軌距和遷移車站前，此站與荒平之間曾設有船間站。

## 注腳
1. 1 2 3 4  . JTB出版. : 333 （日语）.
2. ↑  「鉄道省告示第428号」『官報』1935年10月1日（國立國會圖書館數碼化收藏）
3. 1 2  . 鐵道雜誌（日语：鉄道ジャーナル） (鐵道雜誌社). 1987-06, 21 (7): 96–98 （日语）.